# الاینس (نبراسکا)
الاینس(به انگلیسی: Alliance) شهری در ایالت نبراسکا کشور ایالات متحده آمریکا است که جمعیت آن در سرشماری سال ۲۰۱۰ میلادی، ۸٬۴۹۱ نفر بوده‌است.